# Kvarteret Spikbrädan

Kvarteret Spikbrädan ligger i Stureby i Enskede söder om Stockholm. Fastigheten, som består av sex portar och två huskroppar, ligger längs Bastuhagsvägen nära Sturebyskolan och är en bostadsrättsförening sedan 2010. På baksidan av fastigheten går den smala Boxholmsvägen som leder fram till några radhus. Spikbrädan ligger precis i början av Bastuhagsvägen där den ansluter till Skönsmovägen.

## Historik
Kvartersnamnet "Spikbrädan" föreslogs som namn för Stockholms stadsfullmäktige den 30 oktober 1950 då ett förslag om ändrad och utvidgad stadsplan för stadsdelarna Örby och Stureby lades fram.
Flera kvarter för flerbostadshus runt om Spikbrädan heter istället "Bastuhagen", "Farfarstäppan" och "Gubbtäppan" medan villorna i närheten har kvartersnamn som refererar till sågindustrin, exempelvis "Timmerlasset", "Stöttingen" och "Getdoningen". Bastuhagsvägen var, innan det blev en gata fram till fastigheten, en mindre väg från Örbybanan längs med det som idag är Skönsmovägen som ledde till det lilla torpet i området, Ektorp som låg där Sturebyskolan ligger idag. Kvarteret låg i det som tidigare var Örby, tillhörande Örby säteri. Enligt en karta från 1934 var området inte bebyggt men villatomter hade ritats ut där flerbostadshusen idag ligger. Detta ändrades dock i senare stadsplaner.

## Bebyggelsen
Bygglovet för Kvarteret Spikbrädan 1 ritades av HSB:s arkitektkontor och chefsarkitekt Curt Strelenert 1951. Strehlenert var chefsarkitekt på HSB mellan 1942 och 1975 vilka uppförde ett av tio hus i Sverige under perioden. Uppdragsgivare för byggprojektet var Familjebostäder, ett kommunalt bostadsbolag som förvaltade byggnaden som hyresrätter fram till 2010 då fastigheten ombildades till en bostadsrättsförening. De första hyresgästerna kunde flytta in 1952.
Huset uppfördes som lamellhus i tre våningar och källare i rött tegel. Fönstren i trapphusen är högre än lägenhetsfönstren och har små skyddsräcken framför den nedre delen av fönstren i form av små bågar av svart metall med diagonalt ställda stjärnformationer. Detta stjärnmönster syns även o balkongräckena på baksidan av fastigheten. Då HSB och Familjebostäder även stod för resten av husen längs Bastuhagsvägen repriseras dessa små skyddsräcken men där mönstret i form av stjärnor är annorlunda på de andra fastigheterna. Trapphusfönstren är också omgärdade av tegel i ett annat mönster än resterande väggar. Portarna omgärdas av sten samt ett litet koppartak. Varje port har tre rombformade fönster varav två utgör huvuddörren, den tredje rombformade fönsterdelen går också att ställa upp. Lägenhets- och trapphusfönster är tvåglas och i original medan badrumsfönster är utbytta i treglas. Portarna utbyttes när fastigheten blev en bostadsrättsförening men med bibehållet utseende efterliknande originalen.
Huskroppen närmast Skönsmovägen (Bastuhagsvägen 4, 6, 8 och 10) består av enrummare, tvårummare och trerummare. Ettorna är på 19 kvm, tvåorna på 57 kvm och treorna på 76 kvm. Treorna på 76 kvm består av två lägenheter som slagits ihop, en etta och en tvåa och har därmed två ytterdörrar. På originalritningarna för bygglovet syns dock en svart markering i väggen där lägenheterna idag är sammankopplade, vilket tyder på att de redan från start var anpassade för att kunna användas antingen som en trea eller som en tvåa och en etta. Flera av de som bott i huset sedan inflyttning 1952 använt treorna som just det. Trerummarna har således två badrum, ett med toalett, handfat och dusch/badkar, och ett med handfat och toalett. I de små ettorna, "uthyrningsdelen", fanns från början ett kokskåp i vad som idag många använder som garderob. På baksidan av husen sticker "uthyrningsdelarna" ut från fasaden med ett sadeltak som bryter av.
Den huskropp närmast Sturebyskolan (Bastuhagsvägen 12 och 14) skiljer sig i planritning och fasad från den föregående huskroppen. Denna består av trerummare om 68 kvm och fyrarummare om 86 kvm och skiljer sig på så sätt från den första huskroppen i ett badrumsfönstren här ligger mot gatan, inte mot baksidan som Bastuhagsvägen 4–10. Båda huskropparnas ändar har på varje våningsplan ett burspråk vilket gör att hörnlägenheterna får ytterligare ett fönster jämfört med resterande lägenheter. Balkongerna på fastigheten har de senaste åren bytts ut. Bland annat har balkongerna byggts större, och balkongräcket är utbytt mot ett modernt. Balkongerna har dock fortfarande den korrugerade plåten kvar, och de små metallräckena med stjärnformer sattes tillbaka.